# عبدالحکیم ثانی براون
عبدالحکیم ثانی براون (انگلیسی: Abdul Hakim Sani Brown؛ زادهٔ ۶ مارس ۱۹۹۹) دونده غنایی‌تبار اهل ژاپن است.
وی در مسابقات کشوری و بین‌المللی در مجموع برندهٔ ۱ مدال برنز شده‌است.